# Абаль Медина, Хуан Мануэль
Хуа́н Мануэ́ль Аба́ль Меди́на (младший) (исп. Juan Manuel Abal Medina; род. 5 мая 1968, Буэнос-Айрес) — аргентинский академик, политик и писатель. С декабря 2011 по 19 ноября 2013 года возглавлял правительство страны.

## Биография
Отец Абаля Медины занимал пост генерального секретаря перонистского движения в начале 1970-х годов и был последним представителем Хуана Перона перед его возвращением в Аргентину в 1973 году. Его старший брат Фернандо был одним из основателей левоперонистской организации «Монтонерос», чьи насильственные действия в дальнейшем ускорили развитие событий «Грязной войны». Его семью преследовали во время режима военной диктатуры, а в 1982 году семья проживала в изгнании в Мексике.
Абаль Медина вернулся в Аргентину. Он поступил в Университет Буэнос-Айреса, где получил степень по политологии в 1994 году. В 2000 году он защитил кандидатскую диссертацию по политологии в Мехико. 
В дальнейшем он преподавал в своей alma mater, а также в Национальном университете Кильмес, Национальном университете Сан-Мартина и в Университете Сан-Андреса. Абаль Медина опубликовал обширную библиографию, которая включала исследования выборов 2001 года, а также статьи на политическую тематику в разных журналах.
На государственную службу он поступил в 2000 году в качестве директора Национального института государственного управления при президенте Фернандо де ла Руа, а в 2001 году был назначен политическим и законодательным директором администрации мэра Буэнос-Айреса. В октябре 2005 года он был назначен на должность советника президента Нестора Киршнера, а в декабре 2007 года на эту же должность его назначила новый президент Кристина Фернандес де Киршнер. Кроме этого, он получил дополнительную должность помощника премьер-министра в августе 2008 года.
После своего переизбрания на пост президента страны Кристина де Киршнер заменила Анибаля Фернандеса на посту главы правительства. Новым премьер-министром в декабре 2011 года стал Хуан Мануэль Абаль Медина.
19 ноября 2013 года президент страны Кристина де Киршнер отправила в отставку Хуана Мануэля Абаль Медину и назначила премьером Хорхе Капитанича.